# Dactylocladius rupicola
Dactylocladius rupicola är en tvåvingeart som först beskrevs av Jean-Jacques Kieffer 1919.  Dactylocladius rupicola ingår i släktet Dactylocladius och familjen fjädermyggor.
Artens utbredningsområde är Algeriet. Inga underarter finns listade i Catalogue of Life.